# Leopoldina leopoldi
Leopoldina leopoldi là một loài bướm đêm thuộc phân họ Arctiinae, họ Erebidae.